# 大仪镇 (仪陇县)
大仪镇，是中华人民共和国四川省南充市仪陇县下辖的一个乡镇级行政单位。

## 行政区划
大仪镇下辖以下地区：
长兴社区、合心村、努力村、创新村、群策村、群力村、自强村、致富村、奋斗村、加强村、协力村、自力村、更生村、建设村、四化村和乐园村。